# Уилям Гуарнере
Уилям Дж. „Дивия Бил“ Гуарнере-старши (на английски: William J. Guarnere Sr.; 28 април 1923 г. – 8 март 2014 г.) е парашутист от армията на Съединените щати, който се бие през Втората световна война като подофицер от Easy Company, 2-ри батальон, 506-и парашутен пехотен полк, в 101-ва въздушнодесантна дивизия.

## Ранен живот и образование
Гуарнере е роден в Южна Филаделфия, Пенсилвания на 28 април 1923 г. Той е най-малкото от 10 деца на Джоузеф и Аугуста Гуарнере, които са от италиански произход. Присъединява към програмата Citizens Military Training Camp (CMTC) по време на Голямата депресия едва на 15-годишна възраст, защото майка му казва на правителството, че синът ѝ е с две години по-голям. Планът му е да завърши обучението си и да стане офицер в армията на Съединените щати. След третата година обаче програмата е прекратена поради войната в Европа.
След атаката срещу Пърл Харбър и шест месеца преди дипломирането, Гуарнере напуска гимназията в Южна Филаделфия и отива да работи за Baldwin Locomotive Works, правейки танкове Шърман за армията. Това разстройва майка му, тъй като нито едно от другите ѝ деца не е завършило гимназия. Гуарнер преминава към нощна смяна и се връща на училище, като получава дипломата си през 1942 г. Заради работата си той е освободен от военна служба. Въпреки това, на 31 август 1942 г. Гуарнере се записва в армията и започва обучение в лагер Токоа, Джорджия.

## Военна служба
Гуарнере е назначен в Easy Company, 2-ри батальон, 506-и парашутен пехотен полк, 101-ва въздушнодесантна дивизия. Той прави първия си боен скок в деня D като част от съюзническата инвазия във Франция.
Гуарнере си спечелва прозвището „Дивия Бил“ заради безразсъдното си отношение към врага. Той проявява силна омраза към германците, тъй като по-големият му брат Хенри Гуарнере е убит в битките в италианската кампания при Монте Касино, служейки като медик в 1-ва бронирана дивизия.
В ранните часове на 6 юни Гуарнере се присъединява към лейтенант Ричард Уинтърс и няколко други, които се опитват да осигурят малкото селце Сент-Мари-дю-Мон и изхода на път номер 2, водещ от плажа. Докато се насочват на юг, чуват идването на германски взвод, носещ провизии, и заемат позиции за засада. Уинтърс казва на хората си да изчакат заповедта му да стрелят, но Гуарнере, твърдейки, че смята, че Уинтърс може да се колебае да убие, веднага открива огън с картечния си пистолет „Томпсън“, убивайки по-голямата част от бойната единица.
По-късно същата сутрин, Гуарнере участва заедно с Уинтърс в нападението на група от четири 105 mm оръдия в имението „Брекур“. Уинтърс назначава Гуарнере като сержант на 2-ри взвод, когато 13-те парашутисти се изправят срещу около 50 германски войници. Атаката по-късно е използвана като пример за това как малък отряд може да атакува много по-голяма сила, заела отбранителна позиция.
Гуарнере е ранен в средата на октомври 1944 г., докато Easy Company осигурява линията на „Острова“ от южната страна на река Рейн. Той трябва да направи обход на линията, за да провери и насърчи хората си, които са разпръснати на разстояние от около една миля. Открадва мотоциклет от холандски фермер и го кара през открито поле, където е прострелян в десния крак от снайперист. Ударът го събаря от мотоциклета, чупи десния му пищял и забива осколки в десния му хълбок. Изпратен е обратно в Англия на 17 октомври 1944 г.
Докато се възстановява от наранявания, Гуарнере не иска да бъде назначен в друго звено, затова намазва целия си гипс с боя за обувки, слага крачола на панталона си върху гипса и излиза от болницата въпреки силната болка. Той е хванат от офицер, изправен пред военен съд, понижен в редник и върнат в болницата. Болницата го задържа още една седмица и след това го мести обратно в неговото отделение. Ротата и Гуарнере пристигат в Мурмелон-льо-Гран, точно извън Реймс, където 101-ви е на R&R (така по това време в американската армия наричат възстановителние центрове) около 10 декември 1944 г., точно преди той и ротата да бъдат изпратени в Арденска офанзива в Белгия на 16 декември. Тъй като документите му не пристигат от Англия за изправянето му пред военен съд, той е не е понижен и остава в същия ранг.
Докато държат линията, точно нагоре по хълма югозападно от Фой, масивен артилерийски обстрел удря Easy Company в тяхната позиция. Гуарнере губи десния си крак в настъпващия бараж, докато се опитва да измъкне своя приятел Джо Тойе (който също е загубил десния си крак) на безопасно място. Това нараняване слага край на участието на Гуарнере във войната.
Гуарнере получава Сребърна звезда за битка по време на нападението на имението „Брекур“ в деня D и по-късно е удостоен с три медала с бронзова звезда и две лилави сърца, което го прави един от само двамата членове на Easy Company (другият е Лин Комптън), които са наградени със Сребърната звезда по време на войната, докато са членове на Easy Company.
В своята автобиография Beyond Band of Brothers: Memoirs of Major Richard Winters Ричард Уинтърс нарича Гуарнере „естествен убиец“.

## По-късен живот и смърт
Гуарнере се завръща в Съединените щати през март 1945 г. и поема много странни работи. Носи изкуствен десен крак, докато не успее да си осигури пълна инвалидност от армията, след което изхвърля крайника, използвайки само патерици след това.
Той стана активен член на много ветерански организации и председателства много събирания на Easy Company.
След като се завръща от Европа, Гуарнере се жени за приятелката си Франсис Пека (починала през 1997 г.), с която има двама сина, Юджийн и Уилям младши. Юджийн последва стъпките на баща си и за кратко ще служи във Виетнам.
Гуарнере пише Brothers in Battle, Best of Friends: Two WWII Paratroopers from the Original Band of Brothers Tell Their Story with his best friend Edward "Babe" Heffron and Robyn Post, очертавайки преживяванията на Easy Company. Книгата е публикувана от Berkley Publishing Group, Penguin Books през 2007 г. Гуарнере също така написва кратка статия за Silver Eagle: официалната биография на ветерана от Band of Brothers Clancy Lyall, която е използвана като послеслов. Британският издател Pneuma Springs Publishing издава книгата през март 2013 г.
Гуарнере и Хефрон остават приятели за цял живот след завръщането си на родна земя. Гуарнере е кум на Хефрон на сватбата му през 1954 г. Той е и кръстник на дъщерята на Хефрон – Патриша.
Гуарнере почива от спукан аневризъм в университетската болница „Джеферсън“, Филаделфия, на 8 март 2014 г. Той има от двамата си синове девет внуци и четиринадесет правнуци.

## Наследство
Животът и военната служба на Гуарнере са почетени от Британската общност на Пенсилвания със заповед за повдигне на флаг от губернатора на Пенсилвания Том Корбет.
След смъртта му внучката му формира Мемориалния фонд на „дивия Бил Гуарнерe“, за да продължи традицията му по подпомагане на ветераните. На 19 септември 2015 г. фондът представя 8-футова бронзова статуя на Гуарнере от скулптора Чад Фишър на Мемориала на ветераните в окръг Делауеър.

## Допълнителна информация
- William Guarnere, Edward Heffron, Robyn Post. Brothers in Battle, Best of Friends: Two WWII Paratroopers from the Original Band of Brothers Tell Their Story.   Лондон, Dutton Caliber, 2008. ISBN 0425224368, ISBN 978-0425224366. p. 320. (на английски)
- Ooms, Ronald. Silver Eagle - The Official Biography of Band of Brothers Veteran Clancy Lyall.   Ла Валета, Pneuma Springs Publishing, 2013. ISBN 1782282645, ISBN 978-1782282648. p. 176. (на английски)
- Post, Robyn. Veterans’ Day //   phillymag.com, 1 юни 2001.  Архивиран от оригинала на 27 април 2014. Посетен на 11 юли 2024. (на английски)

|  | Тази страница частично или изцяло представлява превод на страницата William Guarnere в Уикипедия на английски. Оригиналният текст, както и този превод, са защитени от Лиценза „Криейтив Комънс – Признание – Споделяне на споделеното“, а за съдържание, създадено преди юни 2009 година – от Лиценза за свободна документация на ГНУ. Прегледайте историята на редакциите на оригиналната страница, както и на преводната страница, за да видите списъка на съавторите. ВАЖНО: Този шаблон се отнася единствено до авторските права върху съдържанието на статията. Добавянето му не отменя изискването да се посочват конкретни източници на твърденията, които да бъдат благонадеждни. |